# Matilde Bianchi
Maria Matilde Bianchi Prada (26 tháng 5 năm 1927 - 1991) là một nhà văn nữ người Uruguay.

## Tuổi thơ
Bianchi được sinh ra ở Montevideo, cô là con gái của Bervano Bianchi và Noemí Prada.
Bianchi lần đầu tiên được chú ý ở tuổi 20 với truyện ngắn "La muerte de Gustavo Dávila". Ngay sau đó, cô đã đến Salamanca ở Tây Ban Nha để học cao hơn. Tập thơ đầu tay của cô "Cenit bárbaro" đã giành giải Premio de Poesía del Ministryio de Instrucción Pública năm 1954.

## Tiểu sử
Bianchi làm việc với tư cách một giáo sư nghiên cứu người Tây Ban Nha và làm việc như một nhà phê bình văn học và khiêu vũ. Năm 1954, cô được Đại học de Salamanca cấp để tiếp tục học cao học.
Do cái chết của Che Guevara năm 1967, cô đã đọc một bài thơ Cantar del Ché để tưởng nhớ người anh hùng. Năm 1973, cô đi du lịch đến Tây Ban Nha, sống ở Madrid năm 1976 và trở về Uruguay vào năm 1982. Cùng với các nhà văn người Mỹ Latinh khác đã tài trợ cho "Fabro", một câu lạc bộ xóa mù chữ và chỉ đạo Xưởng thơ của Viện Giáo dục Tích hợp Madrid, và viết cho tờ báo El Pueblo.
Cô là giám khảo của một số cuộc thi văn học và đã viết cho các tạp chí Tây Ban Nha như Ínsula, La Pluma, Zikurat y Triunfo 
Cô chết vì biến chứng do hen suyễn năm 1991.